# Gabinet Salvador
El Gabinet Salvador o col·lecció Salvador és un gabinet de curiositats científic compost per un conjunt de llibres, plantes seques, minerals, conquilles, espècimens naturals, vestigis arqueològics, peces d'antiquari i cartes, iniciat pel naturalista i farmacèutic Joan Salvador i Boscà al segle xvii, i conservat i enriquit pels seus descendents fins ben entrat el segle xix.

## Característiques
Es tracta d'una de les poques col·leccions naturalistes de la Il·lustració que han arribat als nostres dies. Actualment, l'Institut Botànic de Barcelona conserva bona part de la col·lecció: 1.346 volums, un herbari amb milers d'exemplars i documentació. El Gabinet Salvador és una de les poques col·leccions d’història natural europees que està localitzada en la pràctica totalitat. La majoria de gabinets científics van desaparèixer o es van dispersar. Els objectes, documents i mostres que conté són testimoni de la investigació científica dels segles XVII, XVIII i XIX. A més, recull objectes de Catalunya, la península Ibèrica, França, Anglaterra, Itàlia, l'Europa Central, Amèrica, Sud-àfrica, Anatòlia i l'Índia. El gabinet, que està format per una biblioteca, un herbari, documents manuscrits, col·leccions de mol·luscs, fòssils, diverses peces vegetals i animals dissecats, és el més antic d'Espanya d'aquestes característiques. Recentment, també s'han localitzat dos fragments del Meteorit de Barcelona a la col·lecció Salvador.

## Origen
La família Salvador va ser una important família d'apotecaris i botànics barcelonins que van desenvolupar la seva tasca naturalista entre els segles XVI i XIX. El primer dels membres de la família Salvador iniciador de la nissaga d'apotecaris i botànics barcelonins fou Joan Salvador i Boscà (1598-1681) que, el 1623, esdevingué el cap de l'apotecaria de Barcelona de Gabriel Pedrol, abans de casar-se amb una filla seva, i inicià un herbari que ha arribat fins al segle XXI. Un fill seu, Jaume Salvador i Pedrol (1649-1740) es traslladà a Montpeller el 1669, essent membre del Col·legi d'Apotecaris de Barcelona, i feu una primera campanya d'herborització per la regió, establint relacions amb els principals botànics de França i d'Europa. El 1723 inicià, a Sant Joan Despí, les plantacions i el conreu d'un jardí botànic, que es pot considerar com un dels primers de caràcter científic d'Europa. A Sant Joan Despí, Jaume treballà amb els seus dos fills, Joan Salvador i Riera i Josep Salvador i Riera, que viatjaren per la península Ibèrica i bona part d'Europa, i feren campanyes d'herborització a les Illes Balears i al País Valencià. La nissaga dels Salvador continuà amb Jaume Salvador i Salvador (1740-1805), un dels fills de Josep, i un net, Josep Salvador i Soler, que fou membre de la Reial Acadèmia de Ciències i Arts. El fill d'aquest Silvi no continuà les col·leccions i les traslladà a un magatzem de fora de Barcelona. Finalment, el 1938, en plena Guerra Civil espanyola, s'integraren a l'Institut Botànic de Barcelona. Els Salvador van mantenir correspondència i intercanvi de llibres i objectes amb naturalistes de gran rellevància com Joseph Pitton de Tournefort, James Petiver, Herman Boerhaave o els germans Jussieu.

## Evolució posterior
El gabinet dels Salvador és considerat el primer museu que va obrir les portes al públic a Barcelona. El 1831 apareix ja com a tal en les guies de la ciutat. Es va poder visitar fins al 1854, moment en què es va perdre la seva pista després que els Salvador venguessin la farmàcia. El 1938 la Generalitat de Catalunya ho va requisar per salvar dels efectes de la Guerra Civil espanyola. Es trobava a les golfes de la masia de la Bleda de Vilafranca del Penedès. Encara que la majoria de volums de la biblioteca van arribar a l'Institut Botànic de Barcelona el 1938 gràcies al trasllat liderat per Pius Font i Quer, no va ser fins als anys quaranta quan se'n va fer un primer inventari. El responsable de confeccionar-lo va ser Antoni de Bolòs i Vayreda, llavors director de l'Institut Botànic de Barcelona.
Després de la guerra, l'ajuntament franquista de Barcelona va comprar el conjunt en 1945 i el va dipositar a l'Institut Botànic de Barcelona. Després de diverses dècades, el 2013 es va comprar la resta del fons, sobretot llibres i correspondència dels Salvador amb els seus col·legues europeus, oblidats a la masia del Penedès.
Des de l'any 2003, la col·lecció es troba en el nou edifici de l'Institut Botànic, construït gràcies a un conveni amb el CSIC, el qual a banda de disposar millors condicions de conservació és obert al públic. Des del 2011 s'ha treballat en el registre, la documentació i la restauració i conservació de tots els elements de la col·lecció. El juliol del 2013 l'Ajuntament de Barcelona adquirí els documents i espècimens que encara restaven a la masia del Penedès, objectes i documentació que pertanyen al Gabinet Salvador, i que completen la col·lecció custodiada per l'Institut Botànic. La troballa dels objectes va ser casual, ja que es va tenir coneixement de la seva existència gràcies a les gestions que el Departament d'Exposicions del Museu de Ciències Naturals de Barcelona estava realitzant per al muntatge de l'exposició Salvadorianae. El juliol del 2014 el total de registres de la col·lecció sumava 9056 unitats de registre.
El 19 de maig de 2014, s'inaugurà a l'Institut Botànic l'"exposició Salvadoriana", amb la pretensió d'explicar què és el Gabinet Salvador i posar-lo en el context de l'època en què es va formar, explicant tots els avatars de la seva història. L'exposició restarà oberta al públic fins al 30 d'abril de 2016. Aquesta exposició s'emmarca dins dels actes de celebració del Tricentenari 1714-2014 i durarà fins a l'abril del 2016.